# Kianoush Rostami
Kianoush Rostami (Kermanshah, 23 de julio de 1991) es un levantador de pesas iraní. En los Juegos Olímpicos de Río de Janeiro 2016, en la categoría de 85 kg, se ubica en el primer lugar, ganando la medalla de oro y estableciendo un nuevo récord mundial con un levantamiento total de 396 kg. Él ya tenía una medalla de plata de los Juegos Olímpicos de Londres 2012. Rostami entrena solo, sin un entrenador.